# Anne Joseph Théodore Peyssard
Pour les articles homonymes, voir Peyssard.
 (janvier 2013).
Anne-Joseph Théodore Peyssard, né le 29 février 1804 à Besançon (Doubs) et mort le 18 avril 1861 dans le 7e arrondissement de Paris, est un officier général français, appartenant à une ancienne famille originaire de Savoie, qui subsiste aujourd'hui sous la forme "de Passorio Peyssard".

## Biographie
Fils de Philibert Alexis et de Augustine Marie Thérèse Gay (ou Guex famille noble d'extraction savoyarde), et frère du colonel Charles Grégoire Léonard Peyssard, il est admis le 30 décembre 1822 à l'école spéciale militaire de Saint-Cyr au sein de la 5e promotion (1822-1824). 
Il est promu sous-lieutenant le 1er octobre 1824 et placé le 5 novembre de la même année au 27e régiment d'infanterie de ligne qu'il commandera 24 ans plus tard. Il participe avec ce régiment aux campagnes en Espagne de 1826, 1827 et 1828 et à l'expédition de Morée en 1829.

Lieutenant le 5 novembre 1830, il rejoint à sa demande le 2e bataillon d'infanterie légère d'Afrique le 17 mai 1833.

Il se distingue sous les ordres du général Trézel durant l'expédition de Bougie où il va être cité 4 fois à l'ordre de l'armée, notamment à l'occasion des combats du 11 octobre 1835, où il pénètre le premier dans le marabout de Gouraya.

Dans cette dernière action, il s'empare, à la tête de son peloton, d'une position escarpée défendue par de nombreux tirailleurs kabyles.

Il en est récompensé le 20 mars 1834 par sa promotion comme chevalier de la légion d'honneur.

Nommé capitaine le 30 septembre 1835, ill exerce le commandement de la place de Bougie et est à nouveau cité dans les combats du 25 et 26 septembre.

Capitaine adjudant-major au 3e bataillon d'infanterie légère d'Afrique en 1839, il va se distinguer une nouvelle fois au mois d'octobre durant l'expédition des Portes de Fer.

Le 17 août 1840, il est détaché pour commander le bataillon de tirailleurs indigènes de Constantine.

Promu chef de bataillon le 14 avril 1841 au 62e régiment d'infanterie de ligne, il prend le commandement du 3e bataillon d'infanterie légère d'Afrique.

Il reçoit les insignes d'officier de la légion d'honneur le 30 août 1842.

En 1843, le commandant Peyssard participe activement aux opérations conduites par le général Achille Baraguey d'Hilliers dans les montagnes de Kabylie et se fait remarquer dans les engagements qui se déroulèrent en février contre Zerdayas et en avril dans la région de Collo.

Il se distingue encore dans la razzia exécutée le 8 octobre contre les Medjedjas par le colonel Bathélemy, commandant le cercle de Philippeville. En 1844, il dirige les travaux d'établissement du village d'El-Arrouch, sur la route de Philippeville à Constantine et participe directement à rendre de grands services à la colonisation algérienne.

Lieutenant-colonel, il sert successivement entre 1845 et 1847 au 61e de ligne, au 33e puis au 17e ; il fut détaché de ce dernier corps le 26 mars 1847 et quitta l'Afrique, où il était depuis quinze ans, pour commander l'école secondaire de tir de Grenoble jusqu'à la suppression de cette école le 21 mars 1848.

Nommé colonel commandant le 27e de ligne le 8 juin 1848, il participera à la tête de son régiment aux événements de 1849.

Il est promu commandeur de la légion d'honneur le 3 juillet 1850.

Inscrit à la liste de général de brigade le 22 décembre 1851, il est appelé, le 7 janvier suivant, à remplir les fonctions de directeur du personnel au ministère de la guerre, dans lesquelles il servira durant 7 ans.
Général de division le 17 mars 1855, grand officier de la légion d'honneur le 5 mai 1859, il est nommé en qualité de membre du comité de l'infanterie et fut chargé de l'inspection générale du 15e et du 24e arrondissement.

Il décède le 18 avril 1861 à Paris et laisse derrière lui son épouse Marie Marguerite, née Avisse.
À l'occasion de ses obsèques le 21 avril 1861 en l'église Saint-Thomas-d'Aquin (Paris), pas moins de trois maréchaux de France assitent à la cérémonie (comte Vaillant, Magnan, Comte Regnaud de Saint-Jean d'Angély) et le général Trochu prononce l'éloge funèbre.

La dépouille mortelle du général Peyssard a été inhumée au cimetière du Montparnasse.

## Décorations
| Grand officier de la Légion d'Honneur |
|                                       |
|                                       |
| [ 13 ]                                |

## Intitulés
- Grand officier de la Légion d'honneur
- Grand croix dans l'Ordre de Saint-Grégoire-le-Grand
- Grand officier dans l'Ordre de la Couronne d'Italie
- Commandeur de l'Ordre des Saints-Maurice-et-Lazare